# 塞夫罗内斯德尔里奥
塞夫罗内斯德尔里奥，是西班牙卡斯蒂利亚-莱昂莱昂省的一个市镇。 总面积21平方公里，总人口680人（001年），人口密度32人/平方公里。